# Jimmy Armfield
James Christopher "Jimmy" Armfield, född 21 september 1935 i Denton, Lancashire, död 22 januari 2018 i Blackpool, var en engelsk professionell fotbollsspelare, manager och radiokommentator. 
Armfield debuterade för Blackpool 1954 och förblev klubben trogen under hela sin aktiva karriär, med totalt 627 klubbmatcher spelade fram till 1971. Han bidrog under sin tid i klubben till Blackpools bästa ligaplacering någonsin, en andraplats i högstaligan First Division (idag Premier League) säsongen 1955/1956. 1959 blev Armfield utsedd ligans bäste unga spelare. 1966 blev han sånär utsedd till årets fotbollsspelare, en utmärkelse som med liten marginal istället gick till Bobby Charlton. Han var Blackpools lagkapten i ett årtionde.
Armfield spelade 43 landskamper för England under åren 1959–1966. Under VM i Chile 1962 prisades han som en av turneringens bästa försvarare, och benämndes av flera kommentatorer som världens bäste högerback. Han var landslagets lagkapten i 15 matcher på vägen till VM i England 1966, som för första och enda gången vanns av just England. Armfield missade slutspelet på grund av skada, men fick så småningom också en världsmästarmedalj efter att FA lyckats övertala Fifa att ge medaljer till hela truppen.
Efter spelarkarriären fortsatte han som manager med början 1971 i Bolton Wanderers, som han 1973 ledde till seger i dåvarande Third Division (idag League One.) 1974 tog Armfield över de regerande ligamästarna Leeds United efter att Don Revie, klubbens ikoniske manager under 13 år, och hans beryktade efterträdare Brian Clough, som bara behöll jobbet i 44 dagar, hade lämnat klubben i snabb följd. Under sin första säsong med Leeds ledde han klubben till 1975 års final i Europacupen, som kontroversiellt vanns av Bayern München. Han var kvar som manager i Leeds fram till 1978, då han fick lämna klubben. Han erbjöds nytt jobb av Chelsea, Leicester City och Blackburn Rovers, men tackade nej då han inte ville flytta sin familj från Blackpool, och avslutade istället sin tränarkarriär.
Från slutet av 1970-talet och under lång tid framöver var Armfield en populär fotbollsskribent och radiokommentator, bland annat för BBC:s Radio 5 Live.